# Boston Society of Film Critics Awards za nejlepší herečku
Boston Society of Film Critics Awards za nejlepší herečku je jedna z kategorií na každoročním předávání cen, které udílí Boston Society of Film Critics.

## Vítězové

### 1980–1989
| Rok  | Vítěz               | Název filmu                 | Role               |
| ---- | ------------------- | --------------------------- | ------------------ |
| 1980 | Gena Rowlands       | Gloria                      | Gloria Swenson     |
| 1981 | Marília Pêra        | Pixote: A Lei do Mais Fraco | Sueli              |
| 1982 | Meryl Streepová     | Sophiina volba              | Sophie Zawistowski |
| 1983 | Rosanna Arquette    | Miláčku, jsi to ty?         | Jill Rosen         |
| 1984 | Judy Davisová       | Cesta do Indie              | Adela Quested      |
| 1985 | Geraldine Page      | The Trip to Bountiful       | Carrie Watts       |
| 1986 | Chloe Webb          | Sid a Nancy                 | Nancy Spungen      |
| 1987 | Holly Hunter        | Vysíláme zprávy             | Jane Craig         |
| 1988 | Melanie Griffithová | Podnikavá dívka             | Tess McGill        |
| 1989 | Jessica Tandy       | Řidič slečny Daisy          | Daisy Werthan      |

### 1990–1999
| Rok  | Vítěz                   | Název filmu          | Role                    |
| ---- | ----------------------- | -------------------- | ----------------------- |
| 1990 | Anjelica Huston         | Švindlíři            | Lilly Dillon            |
| 1990 | Anjelica Huston         | Čarodějky            | Eva Ernst / Čarodějnice |
| 1991 | Geena Davisová          | Thelma a Louise      | Thelma Dickinson        |
| 1992 | Emma Thompsonová        | Rodinné sídlo        | Margaret “Meg” Schlegel |
| 1993 | Holly Hunter            | Piano                | Ada McGrath             |
| 1994 | Julianne Moore          | Vanya on 42nd Street | Yelena                  |
| 1995 | Nicole Kidmanová        | Zemřít pro...        | Suzanne Stone Maretto   |
| 1996 | Brenda Blethyn          | Tajnosti a lži       | Cynthia Rose Purley     |
| 1997 | Helena Bonham Carterová | Křídla vášně         | Kate Croy               |
| 1998 | Samantha Morton         | Pod kůží             | Iris Kelly              |
| 1999 | Hilary Swanková         | Kluci nepláčou       | Brandon Teena           |

### 2000–2009
| Rok  | Vítěz                 | Název filmu         | Role                         |
| ---- | --------------------- | ------------------- | ---------------------------- |
| 2000 | Ellen Burstynová      | Requiem za sen      | Sara Goldfarb                |
| 2001 | Tilda Swintonová      | Temná voda          | Margaret Hall                |
| 2002 | Maggie Gyllenhaal     | Sekretářka          | Lee Holloway                 |
| 2003 | Scarlett Johanssonová | Ztraceno v překladu | Charlotte                    |
| 2004 | Hilary Swanková       | Million Dollar Baby | Margaret “Maggie” Fitzgerald |
| 2005 | Reese Witherspoonová  | Walk the Line       | June Carter Cash             |
| 2006 | Helen Mirrenová       | Královna            | Alžběta II                   |
| 2007 | Marion Cotillard      | Edith Piaf          | Édith Piaf                   |
| 2008 | Sally Hawkins         | Happy-Go-Lucky      | Pauline “Poppy” Cross        |
| 2009 | Meryl Streepová       | Julie a Julia       | Julia Child                  |

### 2010–2019
| Rok  | Vítěz                | Název filmu               | Role                       |
| ---- | -------------------- | ------------------------- | -------------------------- |
| 2010 | Natalie Portmanová   | Černá labuť               | Nina Sayers                |
| 2011 | Michelle Williamsová | Můj týden s Marilyn       | Marilyn Monroe             |
| 2012 | Emmanuelle Riva      | Láska                     | Anne Laurent               |
| 2013 | Cate Blanchettová    | Jasmíniny slzy            | Jeanette "Jasmína" Francis |
| 2014 | Marion Cotillard     | The Immigrant             | Ewa Cybulska               |
| 2014 | Marion Cotillard     | Dva dny a dvě noci        | Sandra Bye                 |
| 2015 | Charlotte Rampling   | 45 let                    | Kate Mercer                |
| 2016 | Isabelle Huppertová  | Elle                      | Michele Leblanc            |
| 2016 | Isabelle Huppertová  | Svět za sto let           | Nathalie Chazeaux          |
| 2017 | Sally Hawkins        | Tvář vody                 | Elisa Esposito             |
| 2018 | Melissa McCarthy     | Dokážete mi kdy odpustit? | Lee Israel                 |
| 2019 | Saoirse Ronan        | Malé ženy                 | Josephine March            |

### 2020–2029
| Rok  | Vítěz           | Název filmu                   | Role                 |
| ---- | --------------- | ----------------------------- | -------------------- |
| 2020 | Sidney Flanigan | Nikdy výjimečně někdy vždycky | Autumn Callahan      |
| 2021 | Alana Haim      | Lékořicová Pizza              | Alana Kane           |
| 2022 | Michelle Yeoh   | Všechno, všude, najednou      | Evelyn Wang          |
| 2023 | Lily Gladstone  | Zabijáci rozkvetlého měsíce   | Mollie Kyle          |
| 2024 | Mikey Madison   | Anora                         | Anora "Ani" Mikheeva |